# Wallace John Eckert
Wallace John Eckert, ameriški astronom, * 19. junij 1902, Pittsburgh, Pensilvanija, ZDA, † 24. avgust 1971.

## Priznanja

### Nagrade
- medalja Jamesa Craiga Watsona (1966)

1. 1 2  MacTutor History of Mathematics archive — 1994.
2. 1 2  SNAC — 2010.
3. 1 2  data.bnf.fr: platforma za odprte podatke — 2011.